# Lillibulero

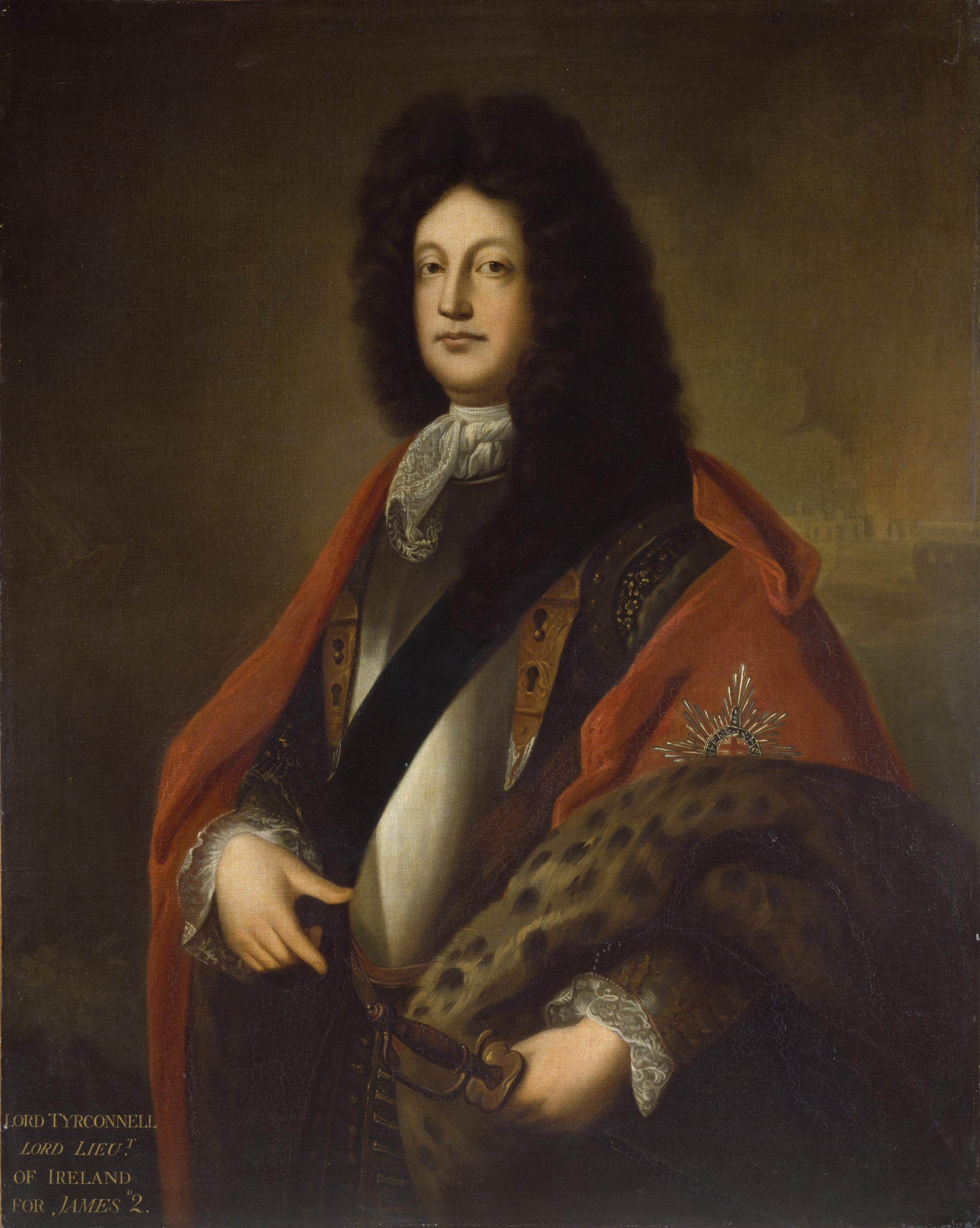
Richard Talbot, le sujet de la chanson.

Lillibullero, aussi écrit Lillibulero et Lilliburlero, est une marche qui semble remonter à la Première révolution anglaise. D'après la BBC, la marche provient d'une chanson irlandaise, dont la première apparition semble être dans une collection publiée à Londres en 1661 et intitulée An Antidote Against Melancholy (Un antidote contre la mélancolie), où elle est titrée « There was an old man of Waltham Cross ». Les paroles, généralement attribuées à Thomas Wharton, ont été mises sur la mélodie d'une ancienne ballade satirique. La musique est aussi parfois attribuée à Henry Purcell, mais il est plus que probable que ce dernier n'ait composé, en 1687, qu'une adaptation de l'air sous le titre A New Irish Tune, Z 646.
Les paroles les plus connues font référence à la guerre williamite en Irlande de 1689 à 1691, une conséquence de la Glorieuse Révolution. Durant cet épisode, le roi catholique Jacques II, incertain de la loyauté de son armée, fuit l'Angleterre après l'invasion par les forces néerlandaises commandées par le Protestant Guillaume III d'Orange-Nassau. Guillaume fut invité par le Parlement à prendre le trône. Jacques II essaya ensuite de le reprendre avec l'aide de la France et de ses alliés catholiques irlandais, menés par Richard Talbot. Ses espoirs de reconquérir l'Angleterre depuis l'Irlande furent défaits à la bataille d'Aughrim en 1691. La chanson Lillibullero met les mots dans la bouche d'un catholique irlandais jacobitiste et fait une satire des sentiments des alliés de Jacques II. Son succès en termes de propagande fut important et, vers le 17 novembre 1691, une parodie anti-néerlandaise de l'originale, « A New Song Upon the Hogen Mogens », circulait en se basant sur l'animosité populaire contre les Néerlandais qui étaient les ennemis de la nation depuis une génération.

## Paroles
Ho, brother Teague, dost hear the decree?

Lillibullero bullen a la

We are to have a new deputy

Lillibullero bullen a la

Refrain

Lero Lero Lillibullero

Lillibullero bullen a la

Lero Lero Lero Lero

Lillibullero bullen a la

Oh by my soul it is a Talbot

Lillibullero bullen a la

And he will cut every Englishman's throat

Lillibullero bullen a la

Refrain

Now Tyrconnell is come ashore

Lillibullero bullen a la

And we shall have commissions galore

Lillibullero bullen a la

Refrain

And everyone that won't go to Mass

Lillibullero bullen a la

He will be turned out to look like an ass

Lillibullero bullen a la

Refrain

Now the heretics all go down

Lillibullero bullen a la

By Christ and St Patrick's the nation's our own

Lillibullero bullen a la

Refrain

There was an old prophecy found in a bog

Lillibullero bullen a la

The country'd be ruled by an ass and a dog

Lillibullero bullen a la

Refrain

Now this prophecy is all come to pass

Lillibullero bullen a la

For Talbot's the dog and Tyrconnell's the ass

Lillibullero bullen a la

Refrain